# Goo Kennedy
Eugene "Goo" Kennedy (Charlotte, Carolina del Norte, 23 de agosto de 1949-Texas, 8 de diciembre de 2020) fue un baloncestista estadounidense que disputó cinco temporadas en la ABA y una más en la NBA. Con 1,96 metros de estatura, jugaba en la posición de ala-pívot.

## Trayectoria deportiva

### Universidad
Jugó durante una única temporada con los Horned Frogs de la Universidad de Texas Christian, en la cual lideró la Southwest Conference en anotación, con 20,3 puntos por partido, y en rebotes, con 16,6. Fue incluido en el mejor quinteto del campeonato.

### Profesional
Fue elegido en el puesto 139 del Draft de la NBA de 1971 por Portland Trail Blazers, y también por los Dallas Chaparrals en el puesto 130 del Draft de la ABA, fichando por estos últimos. en su primera temporada en el equipo se mostró como uno de los mejores reboteadores del equipo, capturando 7,5 rechaces, a los que añadió 8,6 puntos por partido.
Al año siguiente mejoraría en el aspecto ofensivo, llegando a los 12,5 puntos y 7,0 rebotes por encuentro. En 1973 el equipo se traslada de ciudad, convirtiéndose en los San Antonio Spurs, donde ve reducidos sus minutos de juego, siendo traspasado al año siguiente a los Spirits of St. Louis, donde en una temporada actuando como sexto hombre promedia 9,4 puntos y 5,0 rebotes por partido.
En 1975 es traspasado a los Utah Stars, donde juega 16 partidos hasta que la franquicia quiebra pocas semanas después del inicio de la competición. Tras quedarse sin equipo, en 1976 ficha primero por los Denver Nuggets, donde es despedido a los pocos días, y posteriormente por los Houston Rockets de la NBA, donde jugaría una última temporada como profesional con un papel testimonial en el equipo.

## Estadísticas de su carrera en la ABA y la NBA

### Temporada regular
| Temporada | Edad | Equipo               | Liga  | P   | TIT | MIN  | TC  | TCA | %TC  | 3P  | 3PA | %3P   | TL  | TLA | %TL  | R.OF. | R.DEF. | REB | ASIS | ROB | TAP | PER | FP  | PTS  |
| 1971-72   | 22   | Dallas Chaparrals    | ABA   | 65  |     | 22.4 | 3.6 | 6.2 | .576 | 0.0 | 0.0 |       | 1.4 | 2.0 | .662 | 2.6   | 4.9    | 7.5 | 1.0  |     |     | 1.2 | 4.0 | 8.6  |
| 1972-73   | 23   | Dallas Chaparrals    | ABA   | 70  |     | 25.8 | 5.2 | 9.5 | .550 | 0.0 | 0.0 |       | 2.1 | 3.3 | .638 | 2.4   | 4.6    | 7.0 | 1.1  |     |     | 1.6 | 3.9 | 12.5 |
| 1973-74   | 24   | San Antonio Spurs    | ABA   | 76  |     | 18.9 | 2.6 | 4.6 | .551 | 0.0 | 0.0 |       | 0.8 | 1.1 | .690 | 1.6   | 3.5    | 5.1 | 1.1  | 0.8 | 0.2 | 1.0 | 3.2 | 5.9  |
| 1974-75   | 25   | Spirits of St. Louis | ABA   | 74  |     | 20.7 | 3.8 | 7.2 | .524 | 0.0 | 0.0 | 1.000 | 1.7 | 2.4 | .725 | 2.3   | 2.7    | 5.0 | 0.8  | 0.9 | 0.1 | 1.2 | 2.6 | 9.4  |
| 1975-76   | 26   | Utah Stars           | ABA   | 16  |     | 16.9 | 2.4 | 4.3 | .551 | 0.0 | 0.0 |       | 1.5 | 2.3 | .649 | 1.9   | 3.1    | 5.0 | 0.7  | 0.6 | 0.1 | 0.8 | 2.7 | 6.3  |
| 1976-77   | 27   | Houston Rockets      | NBA   | 32  |     | 8.7  | 1.0 | 1.8 | .534 |     |     |       | 0.1 | 0.3 | .375 | 0.4   | 1.2    | 1.6 | 0.2  | 0.2 | 0.2 |     | 1.4 | 2.0  |
| Total     |      |                      | TOTAL | 333 |     | 20.4 | 3.4 | 6.3 | .548 | 0.0 | 0.0 | 1.000 | 1.4 | 2.0 | .670 | 2.0   | 3.6    | 5.6 | 0.9  | 0.7 | 0.2 | 1.2 | 3.2 | 8.2  |
|           |      |                      | ABA   | 301 |     | 21.6 | 3.7 | 6.7 | .549 | 0.0 | 0.0 | 1.000 | 1.5 | 2.2 | .673 | 2.2   | 3.9    | 6.0 | 1.0  | 0.8 | 0.2 | 1.2 | 3.4 | 8.9  |
|           |      |                      | NBA   | 32  |     | 8.7  | 1.0 | 1.8 | .534 |     |     |       | 0.1 | 0.3 | .375 | 0.4   | 1.2    | 1.6 | 0.2  | 0.2 | 0.2 |     | 1.4 | 2.0  |

### Playoffs
| Temp.   | Edad | Equipo               | Liga  | P  | MIN | TCA | TC | 3PA | 3P | TLA | TL | R.OF. | REB | ASIS | ROB | TAP | PER | FP | PTS | %TC  | %3P  | %FT   | MIN  | PTS | REB | AST |
| 1971-72 | 22   | Dallas Chaparrals    | ABA   | 2  | 47  | 8   | 12 | 0   | 0  | 2   | 2  |       | 6   | 4    |     |     | 3   | 8  | 18  | .667 |      | 1.000 | 23.5 | 9.0 | 3.0 | 2.0 |
| 1973-74 | 24   | San Antonio Spurs    | ABA   | 6  | 71  | 12  | 28 | 0   | 1  | 3   | 4  | 9     | 18  | 1    | 0   | 1   | 3   | 15 | 27  | .429 | .000 | .750  | 11.8 | 4.5 | 3.0 | 0.2 |
| 1974-75 | 25   | Spirits of St. Louis | ABA   | 8  | 47  | 9   | 22 | 0   | 0  | 10  | 14 | 6     | 18  | 1    | 1   | 0   | 3   | 8  | 28  | .409 |      | .714  | 5.9  | 3.5 | 2.3 | 0.1 |
| 1976-77 | 27   | Houston Rockets      | NBA   | 6  | 35  | 5   | 10 |     |    | 2   | 2  | 4     | 12  | 0    | 0   | 0   |     | 6  | 12  | .500 |      | 1.000 | 5.8  | 2.0 | 2.0 | 0.0 |
| Total   |      |                      | TOTAL | 22 | 200 | 34  | 72 | 0   | 1  | 17  | 22 | 19    | 54  | 6    | 1   | 1   | 9   | 37 | 85  | .472 | .000 | .773  | 9.1  | 3.9 | 2.5 | 0.3 |
|         |      |                      | ABA   | 16 | 165 | 29  | 62 | 0   | 1  | 15  | 20 | 15    | 42  | 6    | 1   | 1   | 9   | 31 | 73  | .468 | .000 | .750  | 10.3 | 4.6 | 2.6 | 0.4 |
|         |      |                      | NBA   | 6  | 35  | 5   | 10 |     |    | 2   | 2  | 4     | 12  | 0    | 0   | 0   |     | 6  | 12  | .500 |      | 1.000 | 5.8  | 2.0 | 2.0 | 0.0 |